# Jumanji (film, 1995)
Pour les articles homonymes, voir Jumanji.
Série Jumanji
Jumanji : Bienvenue dans la jungle
(2017)
Pour plus de détails, voir Fiche technique et Distribution.
Jumanji est un film américain réalisé par Joe Johnston et sorti en 1995. Il s'agit de l'adaptation du livre pour enfants Jumanji de Chris Van Allsburg, publié en 1981.
Malgré des critiques presse mitigées, le film est un succès mondial au box-office. Ce succès engendre la création d'une franchise avec notamment une série télévisée d'animation, des jeux vidéo et d'autres films.

## Synopsis
1869. Deux jeunes garçons enterrent dans une forêt une malle contenant un mystérieux objet qu'ils semblent craindre. Le plus âgé des deux espère qu'elle ne sera jamais découverte.
Brantford, 1969. Alan Parrish, jeune garçon âgé d'une dizaine d'années, mène une vie sans histoires auprès de ses parents. Carol, sa mère, est femme au foyer, et son père, Samuel « Sam », est un riche industriel ayant fait fortune dans la confection de chaussures, et qui entend bien léguer l'entreprise familiale à son fils. Alan est le souffre-douleur de ses camarades, en particulier de Billy Jessup, qui ne perd jamais une occasion de ridiculiser son rival. Après avoir été corrigé sévèrement par ce dernier et sa bande, Alan découvre par hasard sur un chantier qui jouxte l'usine de son père une vieille malle enterrée, contenant une boite de jeu « Jumanji », qu'il décide de ramener chez lui. Le soir venu, après une nouvelle dispute avec son père, Alan s'apprête à faire une fugue lorsqu'il reçoit la visite de sa seule amie, Sarah Whittle. Les deux enfants décident alors de débuter une partie. Les règles, écrites sur le jeu, sont très simples :
On peut y lire également la phrase suivante :
Mais à peine ont-ils commencé qu'Alan, sous le regard terrifié de sa camarade, se retrouve aspiré dans le jeu, qui le retient captif dans une autre dimension, en attendant d'être libéré : « Dans la jungle tu attendras, un 5 ou un 8 te délivrera ». Prise de panique, Sarah s'enfuit, laissant la partie inachevée.
1995. Judy et Peter, deux orphelins, emménagent avec leur tante Nora dans l'ancien manoir Parrish, abandonné depuis des années. Tandis qu'ils explorent la demeure, les deux enfants sont intrigués par d'étranges roulements de tambour, qui semblent provenir du grenier. Ils s'y rendrent et trouvent l'origine du bruit : la boite de jeu « Jumanji », ensevelie sous une pile d'autres jeux de société. Judy décide de commencer à jouer, elle ignore que la partie qui a été débutée 26 ans plus tôt par Alan et Sarah est toujours active. Son frère et elle ne commencent pas une nouvelle partie, mais rejoignent celle en cours. Après plusieurs péripéties, Peter en faisant un 5, libère Alan, devenu adulte. Celui-ci exulte de reconnaissance et se réjouit de reprendre le cours de son existence, mais il déchante lorsqu'il se rend compte que depuis sa disparition, 26 années se sont écoulées : l'entreprise commerciale de son père a fait faillite, l'usine est en ruines, la demeure familiale est restée inhabitée puis a changé de propriétaire. Judy lui révèle qu'en raison de sa disparition inexpliquée, les autorités l'ont déclaré mort, ses parents sont décédés depuis déjà plusieurs années, après avoir tout mis en œuvre pour le retrouver.
Alan décide de reprendre le jeu avec Judy et Peter afin que tout redevienne normal, mais il se heurte vite à un problème de taille : le nombre de joueurs engagés est de 4, or ils ne sont que 3. Alan comprend que la joueuse manquante est Sarah, qu'il n'a plus revue depuis sa disparition. Sans elle, il est impossible de terminer la partie engagée. Ils se rendent au domicile où elle logeait en 1969. Sarah vit toujours là-bas, mais elle peine à croire que l'homme qui se trouve en face d'elle est bien son ami d'autrefois. Pour la convaincre, Alan lui remémore cette fameuse soirée où elle l'a vu disparaître dans le jeu « Jumanji » avant de prendre la fuite. Après plusieurs tours, et des péripéties qui mettent à sac la commune de Brantford, Alan réussit à amener son pion au centre du plateau de jeu et à achever la partie, ce qui le renvoie en 1969, avec Sarah, au moment précis où ils venaient d'entamer leur partie. Ce retour dans le passé n'a pas affecté leur mémoire ; les deux camarades ont parfaitement conscience d'être revenus 26 ans en arrière, et d'être à nouveau des enfants. Alan décide de se débarrasser du jeu, qu'il jette dans la rivière lesté de chaînes et de briques. Soulagés, les deux amis reprennent le cours de leur vie, et réécrivent un nouveau futur.
Quelques années plus tard, Alan et Sarah, mariés, futurs parents et propriétaires du manoir, fêtent Noël 1994 aux côtés de plusieurs habitants de la ville, en invitant justement Judy et Peter ainsi que leurs parents, et profitent de l'occasion pour parler travail avec ces derniers. Au fil d'une discussion, ils empêchent leur voyage au Canada, qui leur a coûté la vie dans le 1995 qu'ils ont connu et modifient leur futur.
Sur une plage, deux enfants parlant espagnol se promènent. Sur leur chemin, la boîte du Jumanji émerge à moitié du sable.

### Effets du jeu
Pour jouer, les protagonistes du film doivent lancer les dés à tour de rôle. À chaque lancer de dés, une phrase s'affiche sur le jeu. Cette phrase est en fait un indice pour se préparer aux événements qui vont arriver.
Le tableau ci-dessous récapitule les indices tels qu'ils apparaissent sur le jeu, ainsi que le lanceur des dés et les effets.
| Intitulé de l'indice en français Intitulé original (en anglais) | Dés lancés par | Effets (hommes ou animaux qui sortent du jeu...) |         |
| En 1969 | En 1969        | En 1969 | En 1969 |
| --- | -------------- | --- | ------- |
| « Elles volent la nuit, mieux vaut s'enfuir. Ces choses ailées ne font pas rire. » « At night they fly, you better run. These winged things are not much fun. »                    | Sarah (enfant) | Des chauves-souris d'Afrique sortent de la cheminée du salon et se jettent sur Sarah juste après l'aspiration d'Alan dans le jeu.                                                                      |         |
| « Dans la jungle tu attendras, un cinq ou un huit te délivrera. » « In the jungle you must wait, until the dice read five or eight. »                                              | Alan (enfant)  | Alan est aspiré dans le jeu. |         |
| En 1995 |                | |         |
| « Une seule piqûre et on se gratte, on éternue, on se contracte. » « A tiny bite can make you itch, make you sneeze, make you twitch. »                                            | Judy           | Des moustiques géants sortent et s'attaquent à Judy. |         |
| « Difficile sera cette mission, les singes ralentissent l'expédition. » « This will not be an easy mission, Monkeys slow the expedition. »                                         | Peter          | Une bande de singes apparaît dans la cuisine. |         |
| « Ses crocs sont tranchants, il aime votre goût. Il vaut mieux prendre vos jambes à votre cou. » « His fangs are sharp, he likes your taste. Your party better move post-haste. »  | Peter          | Un lion d'Afrique apparaît dans le grenier. Alan Parrish sort du jeu après 26 ans dans la jungle du Jumanji.                                                                                           |         |
| « Elles poussent plus vite que le bambou. Prenez garde ou elles se lanceront sur vous. » « They grow much faster than bamboo. Take care or they'll come after you. »               | Sarah          | Des plantes grimpantes mangeuses d'hommes et lanceuses d'épines empoisonnées sortent des divers orifices du salon (prises, lampes..).                                                                  |         |
| « Un chasseur venu de sauvages contrées fait de toi un enfant apeuré. » « A hunter from the darkest wild makes you feel just like a child. »                                       | Alan           | Le chasseur de trophées Van Pelt apparaît et a d'emblée pour objectif de se venger d'Alan en le tuant.                                                                                                 |         |
| « N'allez pas croire que c'est le tonnerre. Rester là vous coûterait très cher. » « Don't be fooled, it isn't thunder. Staying put would be a blunder. »                           | Judy           | Une débandade de troupeaux de rhinocéros, d'éléphants d'Afrique, de zèbres et de pélicans sort par la bibliothèque, dévastant la moitié du rez-de-chaussée. Au passage, un des pélicans dérobe le jeu. |         |
| « Une loi de Jumanji a été violée, plus encore que votre pion vous reculerez. » « A law of Jumanji having been broken, you'll be set back even more than your token. »             | Peter          | Peter a essayé de tricher pour finir plus vite la partie, il se transforme alors progressivement en singe.                                                                                             |         |
| « À chaque pleine lune et en toute saison, il y aura la mousson, sur ton lagon. » « Every month at the quarter moon, there'll be a monsoon in your lagoon. »                       | Sarah          | La mousson se déclenche au rez-de-chaussée de la maison. Deux crocodiles apparaissent dans l’inondation.                                                                                               |         |
| « Prends garde où tu mets les pieds à présent. Plus que le sable le sol est mouvant. » « Beware the ground on which you stand. The floor is quicker than the sand. »               | Alan           | Le plancher se transforme en sables mouvants et aspire Alan qui est retenu tant bien que mal par les autres joueurs.                                                                                   |         |
| « Retiens cet enseignement : Un coup annule parfois le précédent. » « There is a lesson you will learn: Sometimes you must go back a turn. »                                       | Judy           | Judy tente de sauver Alan en lançant les dés. Le sol redevient solide, mais coince Alan et Sarah dans le plancher.                                                                                     |         |
| « Besoin d'un coup de main ? Elles arrivent tout de suite, elles vont vous aider, chacune en a huit. » « Need a hand? Well you just wait. We'll help you out we each have eight. » | Peter          | Des araignées géantes apparaissent dans le grenier. |         |
| « L'heure est grave tu es presque arrivé(e), mais voilà que le sol se met à trembler. » « You're almost there with much at stake, but now the ground begins to quake. »            | Sarah          | Un tremblement de terre se déclenche, détruisant à moitié la maison (elle est coupée en deux). |         |
| « Jumanji. » « Jumanji. » | Alan           | La partie se termine. Toutes les créatures sorties du jeu sont aspirées à l'intérieur de celui-ci. Tous les effets produits par le jeu sont annulés.                                                   |         |

## Fiche technique
Sauf indication contraire, les informations mentionnées dans cette section peuvent être confirmées par la base de données cinématographiques IMDb,  présente dans la section « Liens externes ».
- Titre original, français et québécois : Jumanji
- Réalisation : Joe Johnston
- Scénario : Jonathan Hensleigh, Greg Taylor et Jim Strain, sur une histoire de Chris Van Allsburg, Greg Taylor (en) et Jim Strain, d'après le roman Jumanji de Chris Van Allsburg
- Musique : James Horner
- Direction artistique : Glen W. Pearson, David Willson et James Hegedus
- Décors : Jim Bissell, Tedd Kuchera, Beth Kushnick et Cynthia T. Lewis
- Costumes : Martha Wynne Snetsinger et Jane E. Still
- Photographie : Thomas E. Ackerman
- Son : Randy Thom, Gary Summers, Shawn Murphy, Rob Young
- Montage : Robert Dalva
- Production : Scott Kroopf et William Teitler
  - Production déléguée : Robert W. Cort (en), Ted Field, Larry J. Franco
- Société de production[1] : Interscope Communications et Teitler Film, avec la participation de TriStar Pictures
- Sociétés de distribution : TriStar Pictures (États-Unis), Columbia TriStar Films (France)
- Budget : 65 millions de dollars[2]
- Pays de production :  États-Unis
- Langues originales : anglais, français
- Format[3] : couleur (Technicolor) - 35 mm - 1,85:1 (Panavision) - son Dolby Digital | Dolby SR | SDDS | Dolby Atmos | D-Cinema 48 kHz 5.1
- Genre : fantastique, aventure, comédie
- Durée : 104 minutes
- Dates de sortie[4] :
  - États-Unis et Canada : 15 décembre 1995
  - France et Belgique : 14 février 1996
- Classification[5] :
  - États-Unis : PG - Parental Guidance Suggested (Certaines scènes peuvent heurter les enfants - Accord parental souhaitable)
  - États-Unis : TV-PG (Ce programme contient des éléments que les parents peuvent considérer inappropriés pour les enfants).
  - France : Tous publics (visa d'exploitation no 89080 délivré le 5 janvier 1996)[6]

## Distribution
- Robin Williams (VF : Michel Papineschi ; VQ : Vincent Davy) : Alan Parrish
  - Adam Hann-Byrd (VF : Dimitri Rougeul ; VQ : Éric Jomphe) : Alan enfant
- Jonathan Hyde (VF : Robert Guilmard ; VQ : Éric Gaudry (Samuel Allan Parrish) et Ronald France (Chasseur Van Pelt)) : Samuel « Sam » Parrish, père d'Alan / Van Pelt, chasseur psychopathe
- Kirsten Dunst (VF : Noémie Orphelin ; VQ : Kim Jalabert) : Judy Shepherd
- Bradley Pierce (VF : Damien Dandre ; VQ : Émile Mailhiot) : Peter Shepherd, frère de Judy
- Bonnie Hunt (VF : Marie-Christine Bayens ; VQ : Claudine Chatel) : Sarah Whittle en 1995
  - Laura Bell Bundy (VF : Solène Davan-Soulas) : Sarah en 1969, amie d'Alan
- Bebe Neuwirth (VF : Déborah Perret ; VQ : Hélène Mondoux) : Nora Shepherd, tante et tutrice de Judy et de Peter
- David Alan Grier (VF : Thierry Desroses ; VQ : Manuel Tadros) : Carl Bentley, ouvrier de l'usine Parrish, ami d'Alan en 1969, policier en 1995
- Patricia Clarkson (VQ : Carole Chatel) : Carol Anne Parrish, mère d'Alan
- James Handy (VQ : Jacques Brouillet) : Exterminateur
- Gillian Barber (VF : Maïté Monceau ; VQ : Élise Bertrand) : Mme Thomas
- Malcolm Stewart (en) : Jim Shepherd, père de Judy et de Peter
- Darryl Henriques (en) (VF : Vincent Violette) : Vendeur d'armes
- Gary Joseph Thorup (d) : Billy Jessup, rival d'Alan en 1969
- Brandon Obray : Benjamin
- Cyrus Thiedeke (VF : Ludovic Baugin) : Caleb
- Leonard Zola : Policier
- Lloyd Berry (VF : Jean-Claude Sachot ; VQ : Aubert Pallascio) : Sans-abri squattant l'usine Parrish en 1995
- Annabel Kershaw : Martha Shepherd, mère de Judy et de Peter
- Robyn Driscoll et Peter Bryant : les ambulanciers
- Sarah Gilson et Florica Vlad : des filles
- June Lion : la boulangère
- Brenda Lockmuller : la pianiste
- Frederick Richardson : le barbier

## Production

### Genèse et développement
Le producteur Peter Guber contacte un jour l'auteur Chris Van Allsburg, pour acquérir les droits d'adaptation de son roman Jumanji, publié en 1981. L'écrivain écrira lui-même l'une des ébauches de script dans laquelle il a selon lui tenté « d'imprégner l'histoire d'une qualité de mystère et de surréalisme ». Chris Van Allsburg ajoute également des éléments absents du livre, ce qui lui vaudra un crédit au générique comme scénariste du film. TriStar accepte de financer le film à condition d'avoir Robin Williams dans le rôle principal. Cependant, l'acteur refuse après avoir lu une version du script. Ce n'est qu'après de nombreuses réécritures — par les scénaristes Jonathan Hensleigh, Greg Taylor et Jim Strain — qu'il acceptera. Le réalisateur Joe Johnston avait cependant des réserves sur ce choix en raison de la réputation de l'acteur de privilégier l'improvisation. Cependant, Robin Williams a compris qu'il s'agissait « d'une histoire étroitement structurée » et il jouera les scènes comme indiqué dans le scénario, malgré quelques improvisations autorisées avec Bonnie Hunt.
Auparavant, Tom Hanks avait été choisi pour incarner Alan Parrish, mais il est trop occupé par Apollo 13. Dan Aykroyd, Bruce Willis, Michael Keaton, Kevin Kline, Chevy Chase, Sean Penn, Kevin Costner, Richard Dreyfuss, Michael Douglas, Rupert Everett, Harrison Ford, Sean Connery, Bill Paxton, Bryan Cranston, Arnold Schwarzenegger ou encore Alec Baldwin ont également été évoqués.
Kirstie Alley a quant à elle été envisagée pour incarner Sarah Whittle alors que Scarlett Johansson a auditionné pour le rôle de Judy Shepherd.

### Tournage

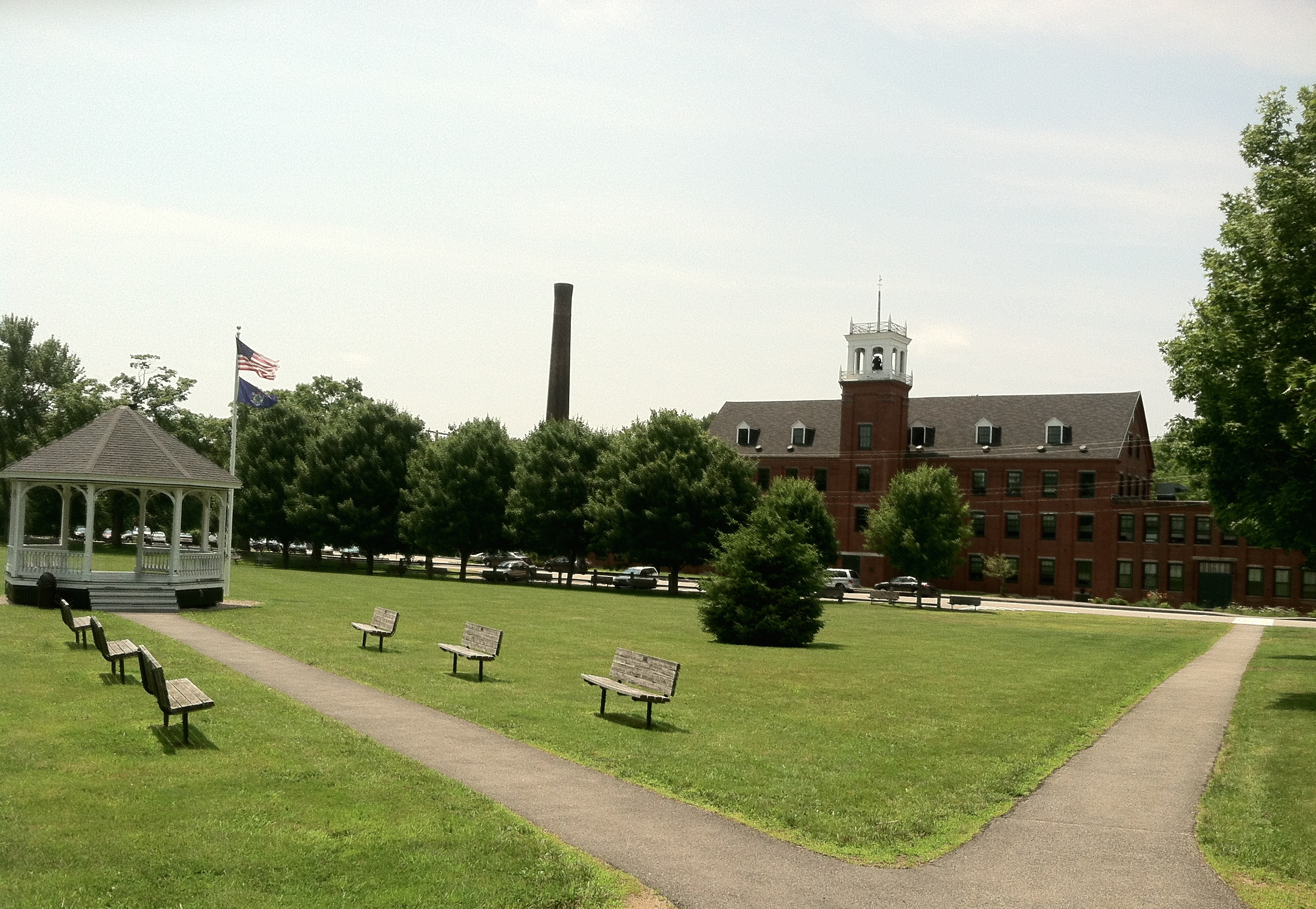
Olde Woolen Mill à North Berwick

Le tournage a lieu principalement en Nouvelle-Angleterre, notamment à Keene dans le New Hampshire pour y représenter la ville fictive de Brantford (New Hampshire). L'équipe tourne également à North Berwick dans le Maine, où la Olde Woolen Mill (en) sert de décor à l'usine de chaussures Parrish. Quelques séquences sont par ailleurs filmées à Vancouver au Canada,.

### Effets visuels
Industrial Light & Magic, la société d'effets spéciaux de George Lucas, a produit les effets visuels du film, spectaculaires pour l'époque. Ainsi, pas un seul animal vu à l'écran n'est réel. Si la plupart d'entre eux sont réalisés en image de synthèse, on relève quelques exceptions comme la grosse plante jaune carnivore qui tente de dévorer Peter, le pélican dérobant le jeu (sauf à ses passages de vol), le crocodile de la mousson ou encore les araignées du grenier qui sont des animatroniques.

## Accueil

### Accueil critique
Aux États-Unis, le film a reçu un accueil critique généralement favorable :
- Sur Metacritic, il obtient un score très défavorable de la presse 39⁄100 sur la base de 18 critiques mais un score favorable du public 7,7⁄10 basé sur 273 évaluations[15].
- Sur l'agrégateur américain Rotten Tomatoes, il récolte que 55 % d'opinions favorables avec une note moyenne de 5,97⁄10 sur la base de 21 critiques positives et 17 négatives[16].

En France, les retours sont favorables :
- Sur Allociné, il obtient une moyenne de 3,8⁄5 sur la base de 792 critiques de la part des spectateurs[17].

### Box-office
Le film est un succès au box-office. En France, c'est l'un des succès de l'année 1996, avec plus de 2 millions d'entrées. C'est le 16e meilleur résultat au box-office France 1996.
| Pays ou région    | Box-office        | Date d'arrêt du box-office | Nombre de semaines |
| ----------------- | ----------------- | -------------------------- | ------------------ |
| États-Unis Canada | 100 475 249 $     | 18 avril 1996              | 18                 |
| France            | 2 034 972 entrées |                            | -                  |
| Total mondial     | 264 867 773 $     | -                          | -                  |

## Distinctions
Entre 1995 et 2016, Jumanji a été sélectionné 15 fois dans diverses catégories et a remporté 4 récompenses.

### Récompenses
| Année | Festivals de cinéma                                                  | Prix                                                     | Lauréat(es)                                                        |
| ----- | -------------------------------------------------------------------- | -------------------------------------------------------- | ------------------------------------------------------------------ |
| 1996  | Academy of Science Fiction, Fantasy and Horror Films - Saturn Awards | Saturn Award des meilleurs effets spéciaux               | Industrial Light & Magic (ILM), Stan Parks et Amalgamated Dynamics |
| 1996  | Academy of Science Fiction, Fantasy and Horror Films - Saturn Awards | Saturn Award de la meilleure actrice dans un second rôle | Bonnie Hunt                                                        |
| 1996  | Young Artist Awards                                                  | Young Artist Award du meilleur film d'action-aventure    | -                                                                  |
| 1997  | Huabiao Film Award                                                   | Meilleur film étranger traduit                           | -                                                                  |

### Nominations
| Année | Festivals de cinéma                                                  | Catégorie                            | Nommé(es)                                           |
| ----- | -------------------------------------------------------------------- | ------------------------------------ | --------------------------------------------------- |
| 1995  | Awards Circuit Community Awards                                      | Meilleurs effets visuels             | -                                                   |
| 1996  | Academy of Science Fiction, Fantasy and Horror Films - Saturn Awards | Meilleur film fantastique            | -                                                   |
| 1996  | Academy of Science Fiction, Fantasy and Horror Films - Saturn Awards | Meilleur réalisateur                 | Joe Johnston                                        |
| 1996  | Academy of Science Fiction, Fantasy and Horror Films - Saturn Awards | Meilleur acteur                      | Robin Williams                                      |
| 1996  | Academy of Science Fiction, Fantasy and Horror Films - Saturn Awards | Meilleure jeune actrice              | Kirsten Dunst                                       |
| 1996  | Academy of Science Fiction, Fantasy and Horror Films - Saturn Awards | Meilleur jeune acteur                | Bradley Pierce                                      |
| 1996  | Cinema Audio Society                                                 | Meilleur mixage sonore d'un film     | Randy Thom, Gary Summers, Shawn Murphy et Rob Young |
| 1996  | Kids' Choice Awards                                                  | Acteur de cinéma préféré             | Robin Williams                                      |
| 1996  | Young Artist Awards                                                  | Meilleure jeune actrice dans un film | Kirsten Dunst                                       |
| 1997  | Golden Rooster Awards                                                | Meilleur film en langue étrangère    | -                                                   |
| 2016  | 20/20 Awards                                                         | Meilleur maquillage                  | -                                                   |

## Analyse

### Anachronisme
Lorsqu'Alan fait sa première apparition, il roule à bicyclette à travers la ville de Brantford. L'action se déroule en 1969 alors que le modèle de la bicyclette n'est sorti qu'en 1971, soit deux ans plus tard.

## Autour du film
- Le film est dédié à la mémoire de Stephen L. Price, mort en 1995, superviseur des effets visuels de Jumanji.
- Lorsque Van Pelt entre dans l'armurerie, la musique qui est jouée à la radio est l'hymne national mexicain. Elle a été changée pour la sortie du film au Mexique car l'utilisation de l'hymne national est interdite au cinéma.
- La fin du film montre la boîte du jeu ayant échoué sur une plage où deux personnes se promènent tandis que les tam-tams du jeu se font entendre. En version originale, l'une des deux personnes demande, en français, « Qu'est-ce que c'est ce bruit ? ». En version française, cette personne demande en espagnol « ¿Qué es este ruido? ».

### Produits dérivés
Il existe une série d'animation américaine, Jumanji (1996-1999), dans laquelle on retrouve certains des personnages principaux du film. Cette série a été diffusée en France sur France 2 puis sur France 3 et rediffusée sur Canal J.
Il existe aussi un véritable jeu de société Jumanji, qui a bénéficié d'une édition « rétro » et d'une édition « deluxe » électronique. Le jeu de plateau Jumanji a été récompensé en 2019 à l'occasion de la Toy Industry Awards.
Le film a par ailleurs été adapté sous la forme de deux jeux vidéo :
- Jumanji: A Jungle Adventure Game Pack, sorti le 9 octobre 1996 sur Windows.
- Jumanji, sorti bien plus tard, en 2006 sur PlayStation 2.